# Xfce
Xfce – środowisko graficzne dla systemów uniksowych, początkowo wzorowane na CDE. Pierwotnie Xfce bazowało na XForms (Xfce to akronim XForms Common Environment), jednakże po przepisaniu kodu źródłowego środowisko przestało bazować na tej bibliotece. Obecnie bazuje na bibliotece GTK+.
Wszystkie pliki konfiguracyjne są napisane w XML-u, co ułatwia głębokie zmiany w środowisku. Z założenia ma być ono proste w obsłudze, ładne i szybkie. Xfce jest złożone z wielu modułów, między innymi z menedżera okien Xfwm i menedżera plików Thunar, które w połączeniu oferują w pełni funkcjonalne środowisko. Xfce może też korzystać z modułów innych środowisk graficznych zamiast swoich własnych.
Wersja 4.12 pojawiła się dwa lata i 10 miesięcy po 4.10, powodując spekulacje o zakończeniu rozwoju projektu.

## Wersje środowiska
- Próbna wersja 2.0 (1997 r.)
- Wersje 2.x (1998 r.)
- Wersje 3.x (1999 r.)
- Wersje 4.x

### Zmiany w wersjach 4.x[2]
| Wersja | Data wydania     | Zmiany |
| ------ | ---------------- | --- |
| 4.0.0  | 25 września 2003 | - od tej wersji Xfce korzysta z GTK+ 2 |
| 4.2.0  | 15 stycznia 2005 | - ulepszone wsparcie Xinerama - dodanie trybu kiosku - natywne wsparcie dla wielu monitorów - dodanie menedżera kompozycji w Xfwm - nowy menedżer sesji - nowy domyślny motyw - liczne usprawnienia |
| 4.4.0  | styczeń 2007     | - dodanie ikon pulpitu - Xffm został zastąpiony przez Thunara - nowy edytor tekstu Mousepad - Xfcalendar został zastąpiony przez Orage - Terminal został oficjalnie częścią Xfce |
| 4.6.0  | luty 2009        | - nowy menedżer ustawień - nowy mikser dźwięku - liczne poprawki |
| 4.8.0  | styczeń 2011     | - od tej wersji Thunar wspiera GVFS - nowy pasek postępu kopiowania plików - lepsze zarządzanie układami klawiatury |
| 4.10.0 | 28 kwietnia 2012 | - pionowy tryb paneli - przepisano wyszukiwarkę aplikacji - zmiany wizualne i wewnętrzne |
| 4.12.0 | 28 lutego 2015   | - ulepszone okno Alt+Tab ↹ - wsparcie dekoracji ze strony klienta przez Xfwm - wsparcie dla wtyczek GTK+ 3 - przeportowano kilka aplikacji, wykorzystując GTK+ 3 - inteligentne zarządzanie wieloma monitorami |
| 4.14   | 12 sierpnia 2019 | - całkowite przeportowanie komponentów bazowych, wykorzystując GTK+ 3 - zastąpienie dbus-glib przez GDbus - zamiana nazw ikon zgodnie z nowymi standardami - usunięcie przestarzałych widżetów |
| 4.16   | 22 grudnia 2020  | - nowe ikony dla środowiska bazujące na jednolitej palecie barw - usunięcie kodu odpowiedzialnego za obsługę GTK+ 2 - możliwość spauzowania operacji na plikach w Thunarze - poprawienie interfejsu programu odpowiedzialnego za ustawienia zasilania - możliwość skalowania elementów interfejsu, przydatna przy wyświetlaczach o dużej gęstości pikseli |

## Historia
Olivier Fourdan rozpoczął ten projekt w 1996 roku jako linuksową wersję Common Desktop Environment (CDE), uniksowego środowiska graficznego, które z początku było zamkniętym oprogramowaniem, a później stało się wolnym oprogramowaniem. Po wielu latach rozwoju, Xfce zaczęło odbiegać od CDE. Nazwa środowiska znaczyła początkowo „XForms Common Environment”, ale po dwukrotnym przepisaniu kodu, przestało ono używać XForms. Nazwa pozostała, choć nie jest już oficjalnie zapisywana jako „XFCE”, lecz jako „Xfce”. Obecnie ten skrótowiec nie oznacza niczego. Zostało ono też nazwane „Cholesterol Free Desktop Environment”. Inna, żartobliwa możliwość zaproponowana na Xfce Wiki to X Freakin’ Cool Environment.

### Wczesne wersje
Xfce rozpoczęło się jako projekt korzystający z XForms. Olivier Fourdan wydał prosty program będący paskiem zadań na SunSITE.
Fourdan kontynuował rozwój projektu. w roku 1998 zostało wydane Xfce 2 wraz z menedżerem okien Xfwm. Autor zaproponował włączenie projektu do Red Hat Linux, lecz dostał negatywną odpowiedź ze względu na bazowanie na XForms. Red Hat akceptował wyłącznie projekty oparte na otwartej licencji kompatybilnej z GPL lub BSD, a w tym czasie XForms było darmowe wyłącznie do użytku domowego. Z tego samego powodu, Xfce nie znajdowało się w Debianie przed wersją 3, a Xfce 2 znajdowało się w repozytorium contrib.
W marcu 1999 roku Fourdan rozpoczął przepisywanie Xfce opierając się na zyskującym na popularności GTK+. Wynikiem było Xfce 3.0, oparte na licencji GPL. Wraz z bazowaniem w pełni na otwartym oprogramowaniu, otrzymało ono wsparcie funkcji „przeciągnij i upuść”, wersji językowych i większe możliwości konfiguracji. Xfce zostało umieszczone na SourceForge.net w lutym 2001 roku w wersji 3.8.1.

### Xfce obecnie
W wersji 4.0.0, wydanej, Xfce zaczęło używać bibliotek GTK+ 2. Do zmian w wersji 4.2.0 zalicza się menedżer kompozytowania okien, dodający przezroczystość i cienie okien, oraz nowy, domyślny schemat ikon SVG. W lutym 2007 roku zostało wydane Xfce 4.4.0. Menedżer plików Thunar zastąpił Xffm. Dodano wsparcie dla ikon pulpitu. Dokonano też wielu usprawnień, aby zapobiec niestabilności paneli z powodu wadliwych wtyczek. W lutym 2009 roku zostało wydane Xfce 4.6.0. Ta wersja dodała nowy menedżer ustawień, mikser dźwięku, oraz wiele zmian do podstawowych komponentów Xfce.
W styczniu 2011 roku zostało wydane Xfce 4.8.0. Ta wersja między innymi zastąpiła ThunarVFS i HAL ma GIO, udev, ConsoleKit i PolicyKit, oraz dodała kilka przydatnych narzędzi. Aplikacja panelu została napisana od nowa dla lepszego rozmieszczania się, wsparcia przezroczystości i uruchamiania aplikacji. 4.8 wprowadziło też nową wtyczkę menu. Biblioteka 4.8 pozostawia kompatybilność z wtyczkami dla wersji 4.6. Nowe okno konfiguracji ekranu wspiera RandR 1.2, wykrywa podłączone monitory, pozwala zmienić rozdzielczość ekranu, częstotliwość odświeżania i obrót ekranu. Wybór klawiatury stał się prostszy. Ręczny edytor ustawień stał się bardziej funkcjonalny.
Cykl rozwoju wersji 4.8 był pierwszym korzystającym z nowego modelu „Xfce Release and Development Model”. Nowa aplikacja sieciowa ułatwiła rozwój środowiska, została skonfigurowana usługa Transifex dla łatwiejszego tłumaczenia projektu.
Xfce 4.10, które pojawiło się 28 kwietnia 2012, wprowadziło pionowy tryb wyświetlania paneli. Przeniesiono duża część dokumentacji do internetowej wiki. Przy tym wydaniu skupiono się na poprawie doświadczenia użytkowników.
Xfce 4.12 zostało wydane 28 stycznia 2015, dwa lata i dziesięć miesięcy później, ze względu na częste przypuszczenia o zaprzestaniu rozwoju projektu. Do nowych funkcji zalicza się nowe okno Alt+Tab ↹ i inteligentne zarządzanie wieloma monitorami. Została wprowadzona nowa wtyczka do zarządzania energią, nowy, domyślny edytor tekstu Mousepad, ulepszono też menedżer plików. W celu pokazania przenośności Xfce, zrzuty ekranu zostały wykonane na systemie OpenBSD. Xfce 4.12 wspiera GTK+ 3, a wiele podstawowych elementów systemu zostało przepisanych, używając GTK+ 3.
Xfce 4.14 zostało ogłoszone w kwietniu 2016. Głównym celem jest przeniesienie pozostałych części projektu z GTK+ 2 do GTK+ 3, zamieniając zależności od dbus-glib na GDbus, implementację specyfikacji D-Bus z projektu GNOME, oraz usunięcie przestarzałych wtyczek. Ważniejsze funkcje pojawią się w wersji 4.16.

## Skład XFCE

### Główne komponenty
- Xfce4-panel – wyświetla listę aktywnych programów, zegarek, aktywatory aplikacji itp.
- Xfce4-session – menadżer sesji, kontroluje otwieranie i zamykanie środowiska
- Xfce4-settings – graficzny menadżer ustawień
- Xfdesktop – menedżer pulpitu
- Xfprint – menedżer wydruku
- Xfwm4 – menedżer okien

### Aplikacje

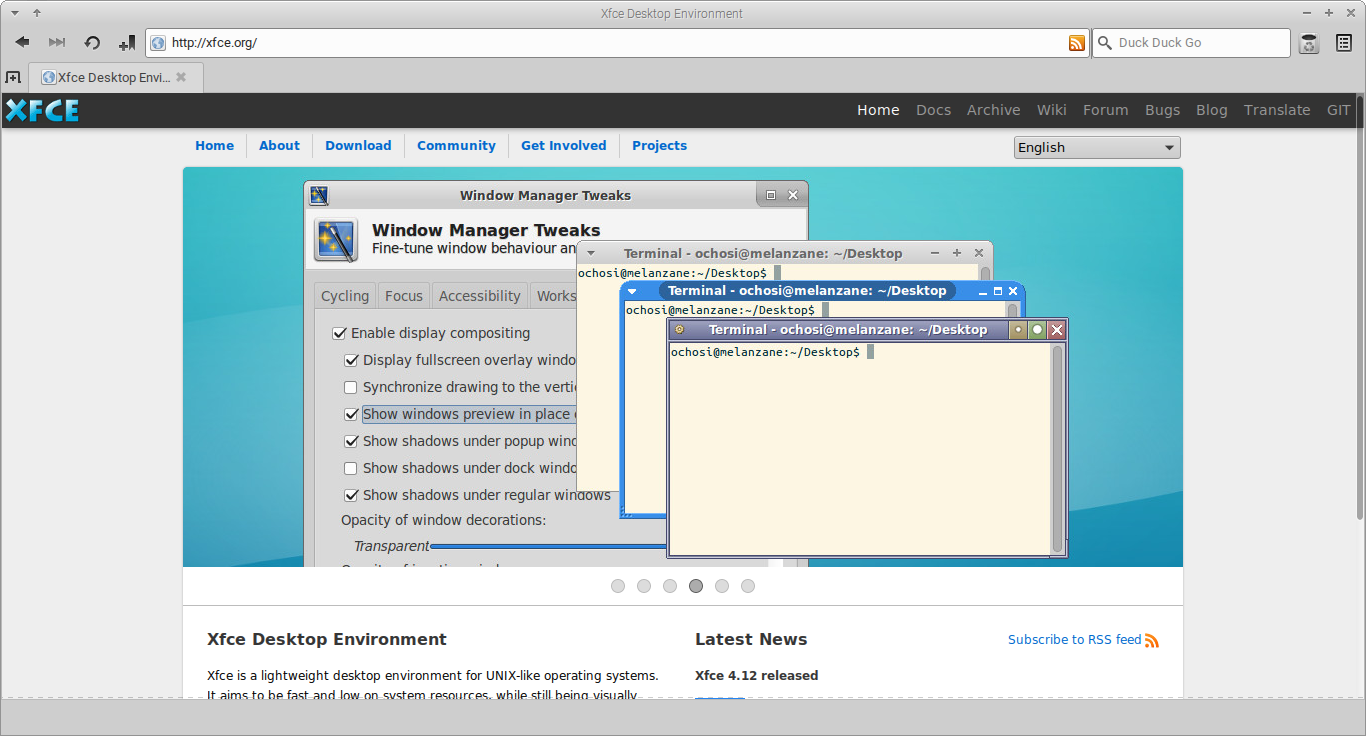
Przeglądarka internetowa Midori wyświetlająca stronę domową projektu.

Aplikacje rozwijane w ramach środowiska, bądź wspierane przez projekt.
- Midori – przeglądarka internetowa
- Mousepad – prosty edytor tekstu
- Orage – kalendarz
- Parole – oparty na GStreamer odtwarzacz multimedialny
- Ristretto – przeglądarka grafiki
- Terminal – emulator terminalu (wcześniej Xfce4 Terminal)
- Thunar – menadżer plików
- Xarchiver – obsługa archiwów (równolegle rozwijany jest Squeeze)
- Xfburn – program do nagrywania płyt
- Xfmedia – oparty na xine odtwarzacz (obecnie nie rozwijany, wyparty przez Parole)

### Dodatki

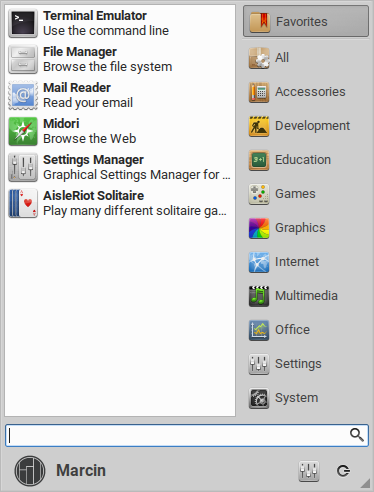
Whisker Menu, alternatywne menu startowe dla Xfce.

Oprócz wyżej wymienionych aplikacji, projekt Xfce zawiera również dodatkowe oprogramowanie (z ang. goodies), będące uzupełnieniem oficjalnych składników środowiska. Najważniejsze z nich to:
- Eatmonkey – oparty na aria2 menedżer pobierania obsługujący protokoły HTTP/FTP, BitTorrent i Metalink.
- Gigolo – narzędzie do zarządzania systemami plików, pozwalające m.in. na szybkie zamontowanie partycji.
- Power Manager – menedżer zasilania.
- Screenshooter – narzędzie pozwalające na szybie uchwycenie zawartości ekranu.
- Task Manager – menedżer zadań projektu Xfce.
- Thunar Volume Manager – służy do automatycznego zarządzania podłączonymi nośnikami pamięci masowej. Zaleta w porównaniu z innymi rozwiązaniami jest działanie bez działającego w tle daemona
- Volstatus Icon – ikona paska powiadomień pozwalająca na szybkie sprawdzenie lub zmianę stanu systemu plików.
- Whisker Menu – dostosowywalna i rozbudowana alternatywa dla wbudowanego w system menu. Posiada listę ulubionych aplikacji, ostatnio używanych i pozwala na wyszukiwanie aplikacji (również po słowach kluczowych).
- Xfbib – narzędzie pozwalające na prostą edycję plików BibTeX.

## Dystrybucje wspierające Xfce

### Dystrybucje wykorzystujące domyślnie Xfce
- antiX/MX Linux – oparta na Debianie dystrybucja Linuxa przeznaczona na mniej wydajne komputery.
- ChaletOS – system bazujący na Xubuntu o wyglądzie przypominającym Windows 7.
- Linux Lite(inne języki) – lekki, przeznaczony dla początkujących użytkowników Linuksa system.
- Linux Mint – dystrybucja wywodząca się z Ubuntu, wyróżniającą się łatwością obsługi.
- Manjaro Linux – system bazujący na Arch Linuxie z preinstalowanym środowiskiem graficznym.
- Mythbuntu – wariant Ubuntu przeznaczony na komputery media center.
- Sabayon – oparta na Gentoo, przyjazna dystrybucja Linuksa.
- Ubuntu Studio – Ubuntu wyposażone w zestaw aplikacji multimedialnych
- Xubuntu – Ubuntu korzystające domyślnie ze środowiska Xfce.

### Dystrybucje oficjalnie wspierające Xfce
Te systemy pozwalają na prostą instalację środowiska Xfce z użyciem menedżera pakietów, lecz nie zawiera ono specyficznych dla dystrybucji ustawień.
- Arch Linux
- Debian
- Fedora
- FreeBSD
- Gentoo
- Mageia
- MidnightBSD
- NetBSD
- OpenIndiana
- Ubuntu

## Wymagania
Zalecane wymagania dystrybucji Linux Mint Xfce wykorzystującej to środowisko to:
- procesor o architekturze x86 lub x86-64 i częstotliwości 1 GHz,
- 512 MB pamięci RAM (1 GB dla komfortowego działania),
- 9 GB przestrzeni dyskowej,
- ekran o rozdzielczości 1024×768.[24]

Są one w rzeczywistości niższe, ponieważ sesja Xfce zainstalowana na openSUSE zużywa jedynie 133 MB pamięci RAM, co przy 256 MB pamięci pozostawia 123 MB dla użytkownika (wystarczająco do przeglądania plików lub lekkiej strony internetowej).

## Galeria

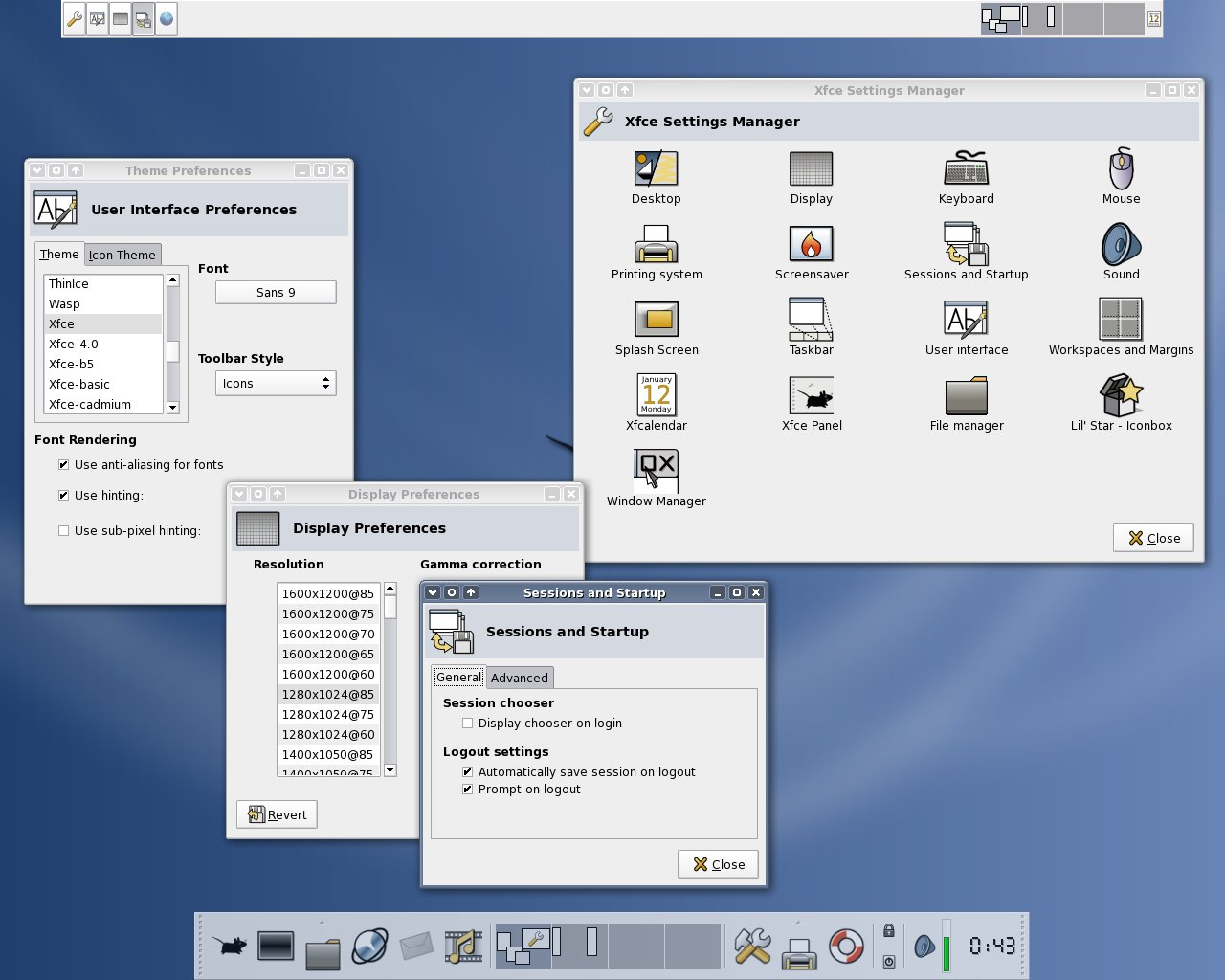
XFCE 2.x
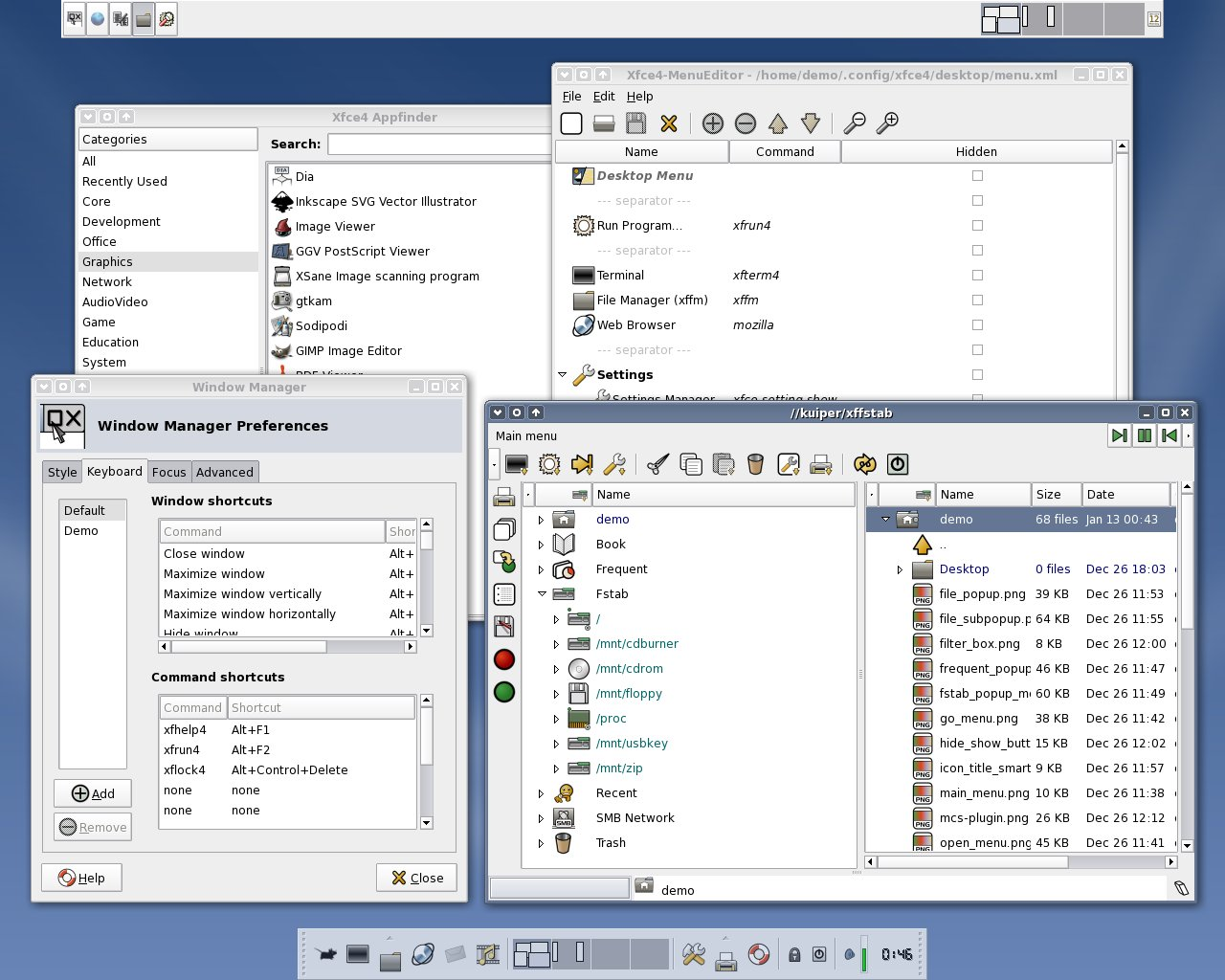
XFCE 3.x
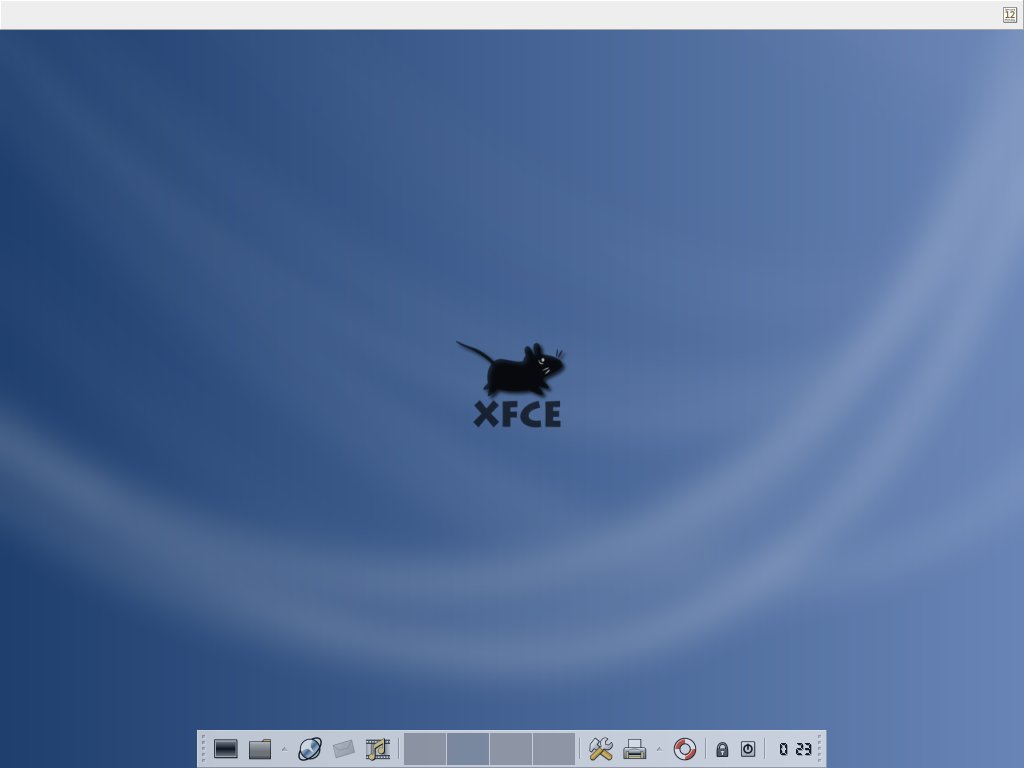
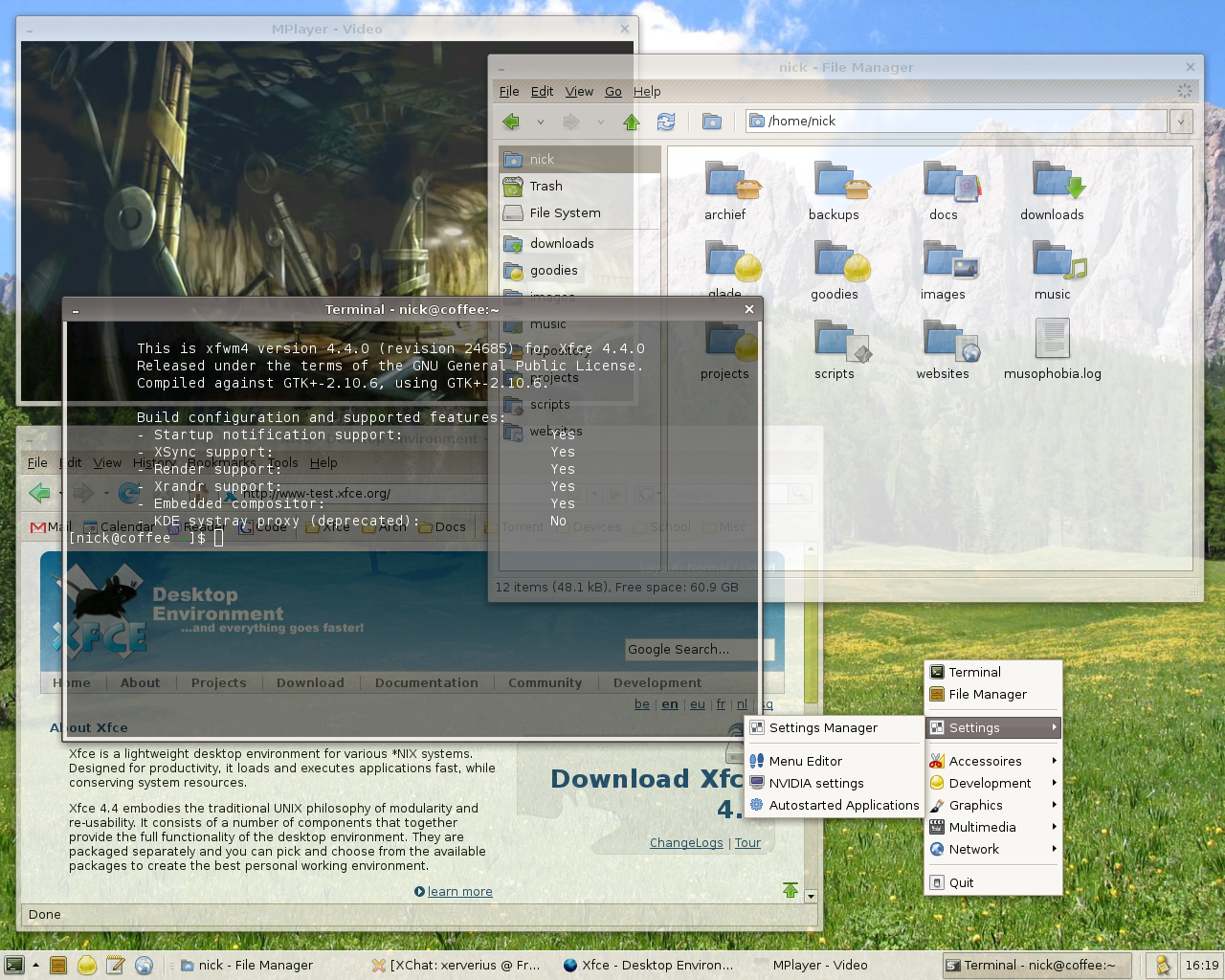
XFCE 4.4
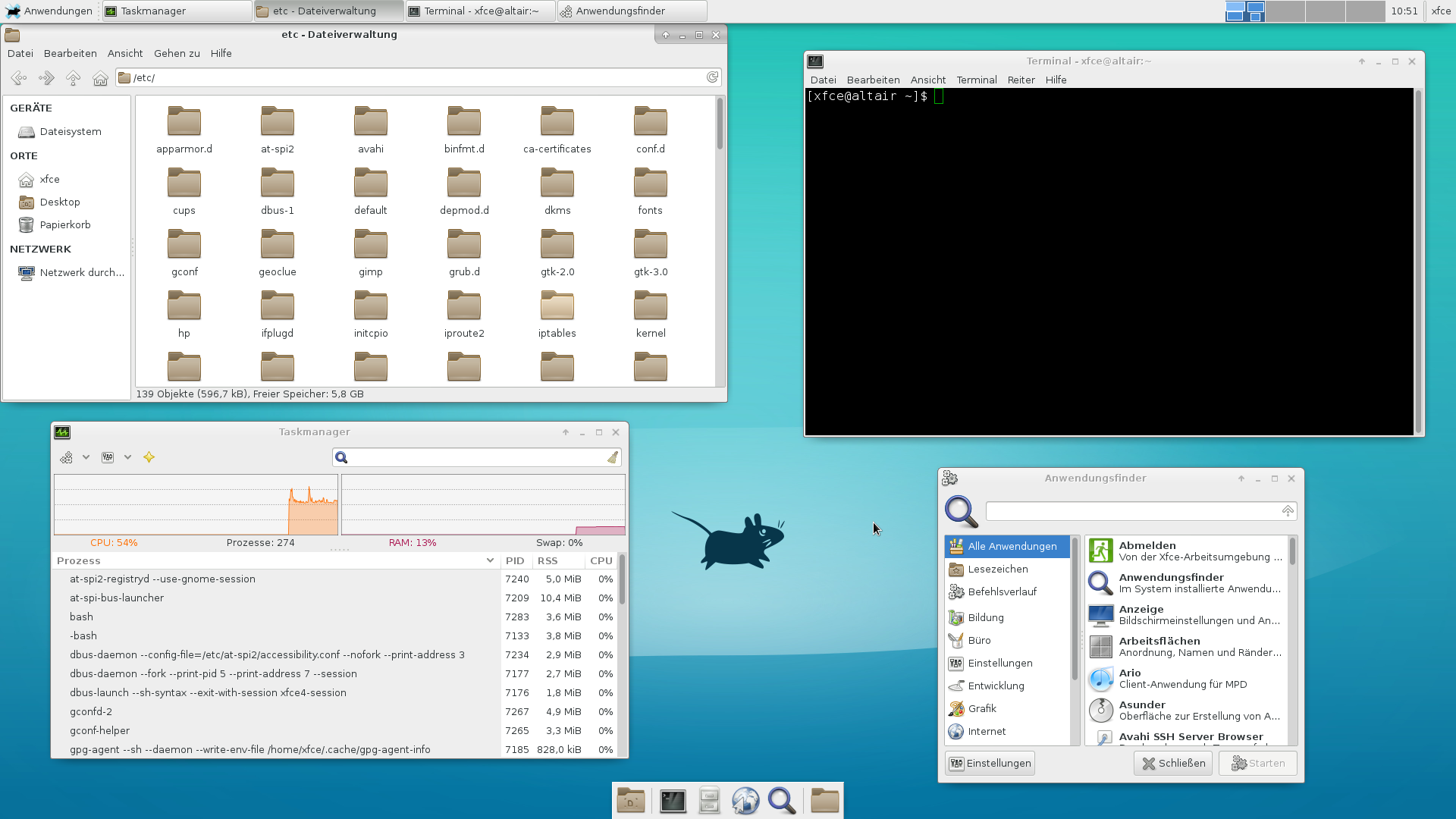
XFCE 4.12